# Jean de Croÿ (comte du Rœulx)
Pour le comte de Solre, collectionneur d'art, voir Jean de Croÿ (comte de Solre).
Jean de Croÿ, mort à Mons le 9 juin 1581, 2e comte du Rœulx, est stadhouder du comté de Flandre dans les années 1572-1577, puis du comté de Namur.

## Biographie

### Début de carrière (? -1566)
Jean de Croÿ est le fils d'Adrien de Croÿ (1475-1553) et de son épouse Claude de Melun (morte en 1509).
Il commence sa carrière militaire sous les ordres de son père dans les dernières guerres d'Italie. En 1552, on lui laisse le commandement d'Hesdin, capturé aux Français. Adrien de Croÿ n'autorise son fils à rendre la forteresse à l'ennemi que si trois assauts sont repoussés. Finalement, la forteresse capitule après deux jours de bombardements furieux.
En 1553, Jean de Croÿ succède à son père comme comte du Rœulx.
En 1562, il est recommandé par le comte d'Egmont pour le poste vacant de gouverneur du nouvel Hesdin, mais le gouvernement opte pour le candidat proposé par le cardinal de Granvelle. En compensation, de Croÿ est nommé capitaine de la compagnie d'ordonnance wallonne de cavalerie lourde.
La protestation de la noblesse hollandaise auprès de Marguerite de Parme le 5 avril 1566 et l'envoi des seigneurs de Montigny et de Bergen par les États généraux pour demander au roi de mettre fin aux persécutions religieuses, permettent à de Croÿ de manifester son dévouement à la couronne et à la religion. En mai, dans les États d'Artois, il appelle les États à s'opposer aux Gueux, et déclare que lui-même, l'épée à la main, s'occupera des mécontents. Egmont a du mal à le calmer, mais les états de la province élisent le comte comme délégué pour présenter au régent une assurance écrite de leur allégeance à l'Église catholique.
Son adhésion zélée au catholicisme le rend très populaire en Artois, et déplaît à Egmont, qui envie le succès de son ancien protégé.

### Sous Noircarmes (1566-1567)

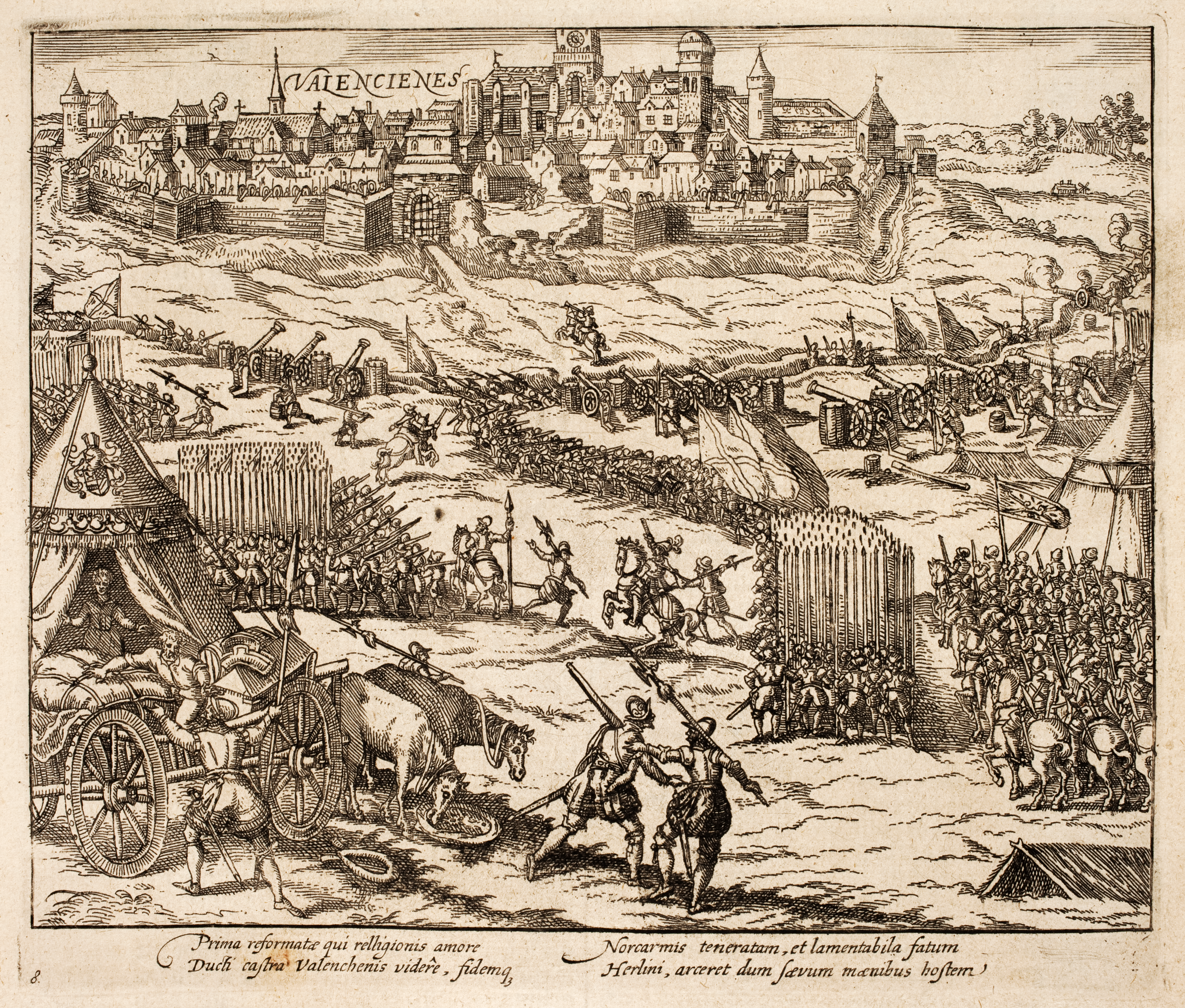
Siège de Valenciennes (1567)

La révolte iconoclaste oblige les autorités à prendre des mesures drastiques, et le 26 décembre, le comte du Rœulx, subordonné au gouverneur du Hainaut, le seigneur de Noircarmes, est nommé commandant de sept bannières d'infanterie, avec pour mission de prendre Valenciennes, utilisé par les rebelles pour accéder aux provinces wallonnes. Les habitants de Valenciennes se défendent désespérément, et forcent même les troupes de Croÿ à se réfugier au monastère de Saint-Saulve. Toutefois, le 29 décembre, Noircarmes et du Rœulx vainquent à Lannoy les bandes calvinistes qui viennent aider la ville.
Le 2 janvier 1567, Noircarmes entre à Tournai et force ses habitants à prendre la garnison, et du Rœulx est envoyé pour rétablir l'ordre à Aire et Saint-Omer (18 janvier 1567).
Quand Noircarmes s'en va continuer le siège de Valenciennes, le comte est laissé par le gouverneur à Tournai. Le 24 février, il entre dans la ville avec son régiment wallon, et dans les actes de la ville pour le mois de mars, il apparaît comme gouverneur et capitaine de la ville, de la cité et du bailliage de Tournai et du Tournaisis. Le 15 mars, il ordonne la pendaison de cinq iconoclastes dans la citadelle et intensifie la répression après la chute de Valenciennes.

### Premières années sous le duc d'Albe (1567-1569)

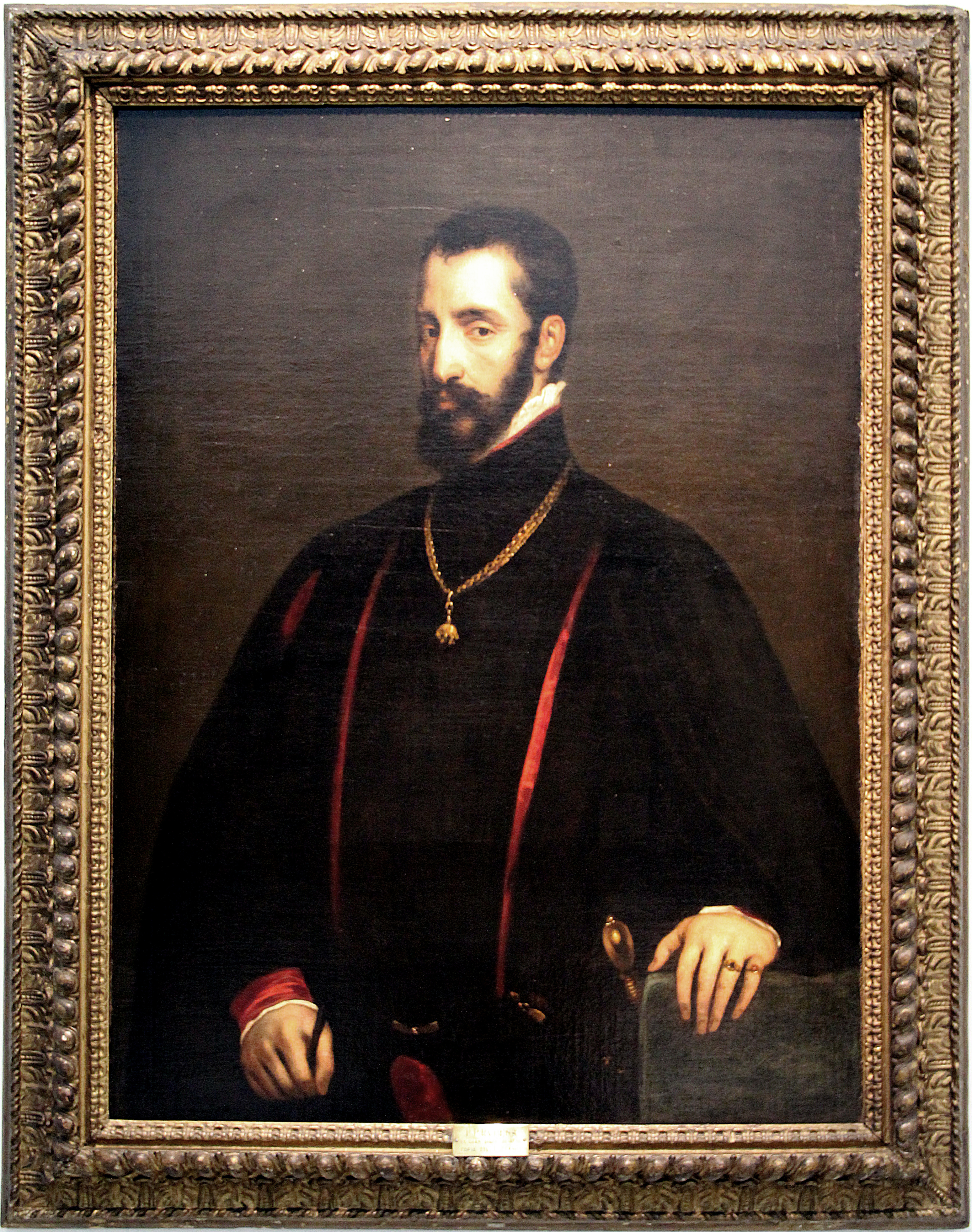
Portrait du duc d'Albe, par Rubens

En juin 1567, il se rend à Bruxelles pour obtenir l'autorisation de pendre une douzaine de protestants parmi les cent cinq qu'il avait arrêtés à Tournai. Il reçoit l'assentiment du gouvernement et, en octobre, il est approuvé par le duc d'Albe comme surintendant de Tournai et du Tournaisis.
Peu avant Pâques 1568, le duc d'Albe nomme Jean colonel de l'un des quatre régiments d'infanterie wallons, avec pour mission d'empêcher les huguenots français de rejoindre les bosquillons (nl) à la frontière de l'Artois. En juillet 1568, le comte bat le capitaine François de Cocqueville, qui envahit les Pays-Bas depuis le territoire français à la tête de l'armée calviniste, et s'installe à Auxi-le-Château, d'où son peuple mène des raids prédateurs en Picardie. Cocqueville est refoulé en France, capturé par les autorités de Charles IX à la bataille de Saint-Valery et pendu. Pour cette victoire, du Rœulx se voit décerner le poste de capitaine général de la cavalerie et de l'infanterie wallonnes.
Lors de la lutte du duc d'Albe contre l'invasion de l'armée de Guillaume d'Orange, Jean de Croÿ occupe la citadelle d'Anvers avec ses troupes le 3 septembre, et le 21 octobre il est transféré par voie d'eau à Bruxelles en toute hâte pour assurer la sécurité du duc d'Aarschot et du Conseil d'État.
Le 20 décembre, le duc d'Albe revient victorieux dans la capitale et dissout les troupes wallonnes, envoyant du Rœulx dans ses domaines. Le 4 juillet 1570, le roi récompense le comte pour son service en lui accordant 3 000 florins en rente perpétuelle, tandis qu'une proposition de le nommer à nouveau gouverneur de Tournai a été rejetée par la cour.

### Stathouder de Flandre sous le duc d'Albe (1572-1573)

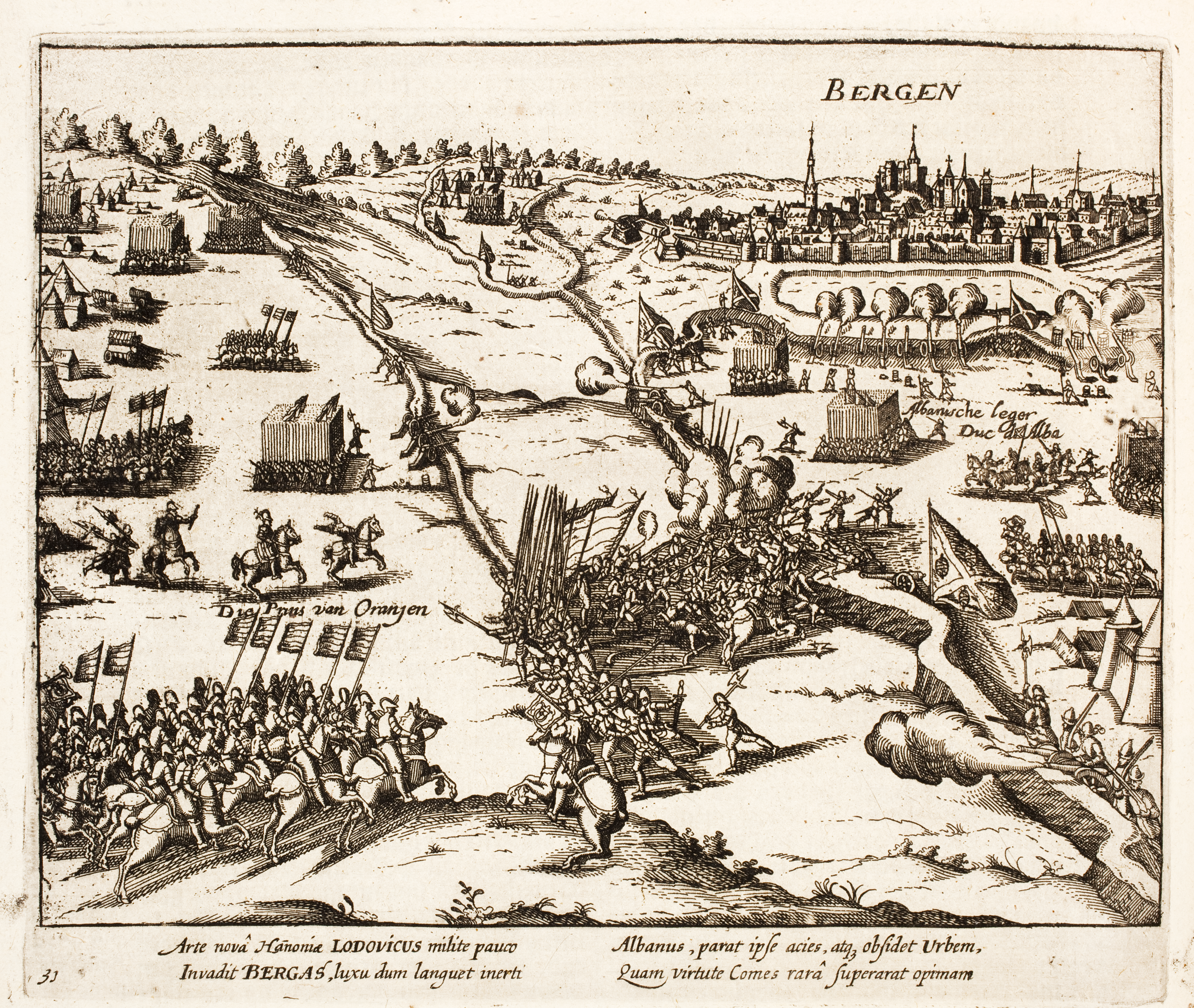
Siège de Mons (1572)

En avril 1572, à la suite des nouveaux succès militaires des Gueux qui prennent Brielle, le duc d'Albe rappelle à nouveau du Rœulx. Refusant d'abord, il accepte finalement de diriger le régiment qui lui est proposé. Après une tentative infructueuse de mettre en garnison Malines, le comte participe en mai 1572 au siège de Mons.
En juin, le duc d'Albe envoie de Croÿ à Bruges pour protéger la côte des raids navals, mais il ne peut empêcher l'ennemi de livrer 23 canons à Ursel.
Le 3 juillet 1572, le comte du Rœulx est nommé stathouder de Flandre, ce qui provoque un fort mécontentement parmi la population de la province. Il réprime le soulèvement qui a commencé le 18 juillet à Bruges à cause des vols et de la violence de ses soldats. Quelques jours plus tard, il repousse une violente attaque des Gueux, des Français et des Britanniques, venus de Flessingue. À la fin du mois, il a débarrassé la région de Bruges des rebelles, mais n'a pas pu empêcher les bosquillons (nl) de Jacob Blommaert (nl) et les soldats de Guillaume d'Orange de capturer Termonde (6 septembre) et Audenarde (nl) (7 septembre). Craignant un soulèvement général dans la province, il demande des renforts au duc, sans garantir, sinon, qu'il pourra garder la Flandre sous contrôle.
La capitulation de Mons et le sac de Malines provoquent un nouvel élan patriotique chez les Flamands. Au commencement d'octobre, le comte du Rœulx marche sur Audenarde avec mille fantassins et deux cents cavaliers. La garnison calviniste, y ayant commis de nombreux crimes, quitte la ville le 4 au soir. Le lendemain, ayant échappé à la persécution des Wallons, et ayant trompé la vigilance des châtelains et des villes côtières, informés par le comte du danger, un détachement de Gueux fait irruption à Ostende et fait voile vers Douvres. Dans le même temps, ils perdent une centaine des leurs, capturés par les marins d'Ostende. Le comte emmène les prisonniers à Bruges, où ils sont en partie décapités et en partie pendus.
Le 28 novembre, le duc d'Albe ordonne à de Croÿ d'intensifier la répression contre les habitants de la côte, qui approvisionnent les pirates de Flessingue en nourriture et en équipement. Le manque de fonds empêche le gouverneur d'exécuter cet ordre. En avril 1573, il demande aux échevins de Gand de délivrer une avance de 2 000 livres pour payer les soldes des troupes et de la garnison de la citadelle, et, devant le refus, écrit au duc qu'il ne peut garder ses quatre compagnies wallonnes. Finalement, les Gantois acceptent de lui fournir des fonds suffisants pour entretenir 15 bannières.

### Sous Requesens (1573-1576)

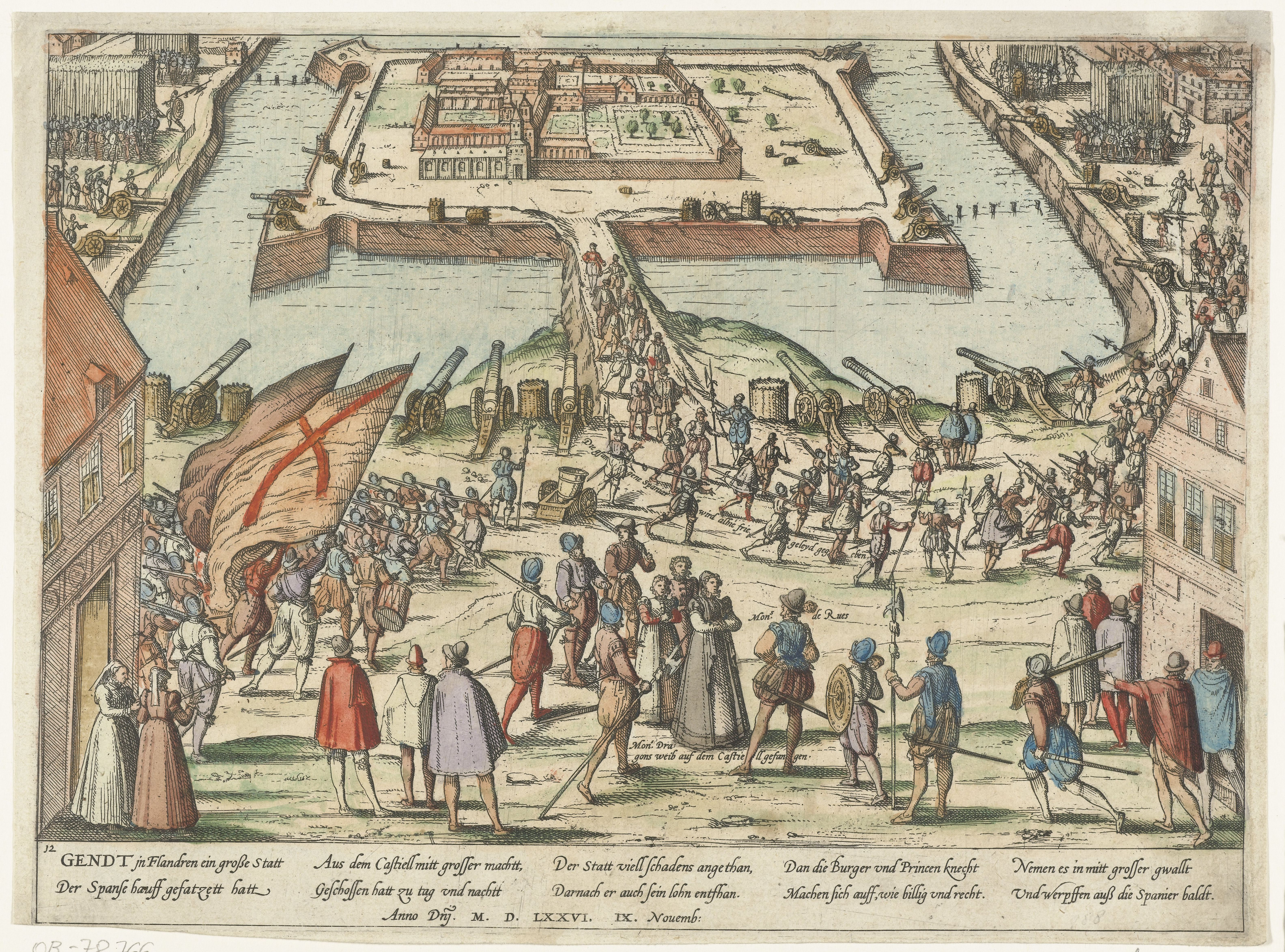
Retrait des troupes espagnoles de la citadelle de Gand, Cristóbal de Mondragón en tête, après le siège de 1576

Jean de Croÿ salue la nomination de Requesens, espérant, comme d'autres dans la province, que le nouveau gouvernement mettrait fin à la brutalité excessive du régime instauré par le duc et trouverait une issue à la guerre civile. Toutefois, ses espoirs seront déçus. Lors du siège de Leyde, les rebelles de Vlessingue vont effectuer un important sabotage sur la côte. En août 1574, du Rœulx informe Requesens de leurs plans et charge les villes d'assurer elles-mêmes leur défense, le gouvernement étant impuissant à les aider.
De retour en Flandre, du Rœulx réunit une petite flottille à Dunkerque pour participer au siège de Zierikzee (2 avril), mais dès la reddition de la place, les Espagnols se révoltent : le 25 juillet 1576, ils prennent Alost, après quoi ils pillent et brûlent les villages jusqu'aux portes de Gand (voir sac d'Alost). Du Rœulx ne peut empêcher ces exactions, puisque ses unités défendent les villes de la côte contre les raids de la flotte du prince d'Orange. Il n'a été possible d'envoyer qu'un petit détachement pour bloquer la route d'Alost à Gand.
Après le sac d'Anvers par les Espagnols, Jean de Croÿ, comme la plupart des commandants wallons, passe du côté des fédéralistes. À l'instar des États de Brabant, les États de Flandre assumèrent le plein pouvoir dans la province et nommèrent le comte du Rœulx commandant en chef. Il se prononc en faveur de la convocation d'une conférence de tous les titulaires statutaires des provinces et des États généraux. Après avoir appelé les troupes des garnisons frontalières, le détachement wallon, et ayant recruté 17 bannières supplémentaires, le comte occupe Bruges et Gand, et bloque également toutes les routes vers Alost.
Après avoir transféré 14 bannières à Gand, il assiège le 16 septembre la citadelle, autrefois construite par son père. Son commandant est Antonio de Alamos Maldonado, lieutenant du colonel Mondragón, arrêté par ses propres troupes à Zierikzee. Le comte demande au prince d'Orange d'envoyer des renforts et de l'artillerie, et le 26, le colonel Olivier van den Tympel arrive dans la ville avec une grande force. Pendant ce temps, les rebelles d'Alost se rallient aux soldats espagnols qui ont saccagé Anvers.
Le 7 novembre, à la veille de la signature de la pacification de Gand, les Wallons et les orangistes assiègent le château des Espagnols de Gand et le 10, après la publication du traité, la garnison du château capitule.

### Sous Don Juan d'Autriche (1577-1578)

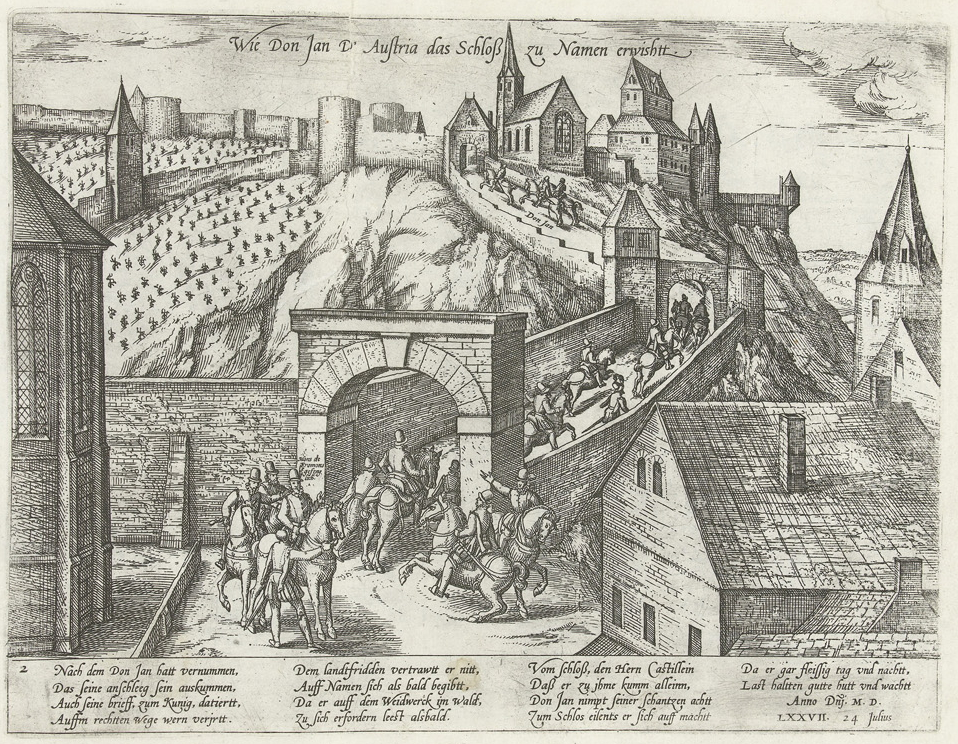
Prise de la citadelle de Namur par Don Juan d'Autriche (1577)

En janvier 1577, le comte signe l'Union de Bruxelles, mais après l'arrivée du nouveau gouverneur espagnol, don Juan d'Autriche, aux Pays-Bas, et la publication de l'édit perpétuel le 12 février, il est l'un des premiers à revenir au camp espagnol (mai 1577). Le 20 septembre, les États de Flandre le démettent de ses fonctions de stathouder, nommant le duc d'Aerschot à ce poste.
Après la prise de la citadelle de Namur par les Espagnols en juillet, le comte du Rœulx y est nommé gouverneur et devient aide de camp du prince. Le 31 décembre, de Croÿ devient membre de son conseil. Après la défaite des troupes des États à la bataille de Gembloux le 31 janvier 1578, les captifs sont envoyés à Namur et le comte reçoit l'ordre de les noyer dans la Meuse. Du Rœulx écrit au prince qu'il ne peut croire à un ordre aussi inhumain, mais qu'il accepte de l'exécuter s'il est confirmé. Selon un contemporain, un grand nombre d'Écossais sont en effet jetés dans le fleuve, et Juan d'Autriche ordonne que le reste des prisonniers soit envoyé en France. Le 10 février, du Rœulx les conduit à Dinant. À la fin du mois, les États généraux se réunissent à Bruxelles pour discuter de ses actions, et le comte répond en prenant possession de Binche (15 mars). La haine des fédéralistes pour le comte du Rœulx est si grande qu'il est exclu des négociations de paix avec don Juan, au même titre que Charles de Berlaymont.

### Sous Alexandre Farnèse (1578-1581)
Alexandre Farnèse, duc de Parme, a également utilisé les services de Jean de Croÿ, qui n'occupe pas de fonctions officielles à cette époque, l'envoyant négocier avec les nobles wallons hésitants de Bruges et de Gand, mécontents du régime calviniste.
En juillet 1579, le comte commande une expédition à Gueldre, et tente d'obtenir la reddition de Bois-le-Duc, en octobre il agit à Turnhout et Geel, début novembre il menace Anvers. Le 20 novembre, le duc l'envoie au secours des mécontents contre La Noue, donnant trois régiments. On sait peu de choses sur les dernières années de la vie de Jean de Croÿ. Il meurt à Mons le 9 juin 1581.

## Famille
Il épouse Marie de Recourt, fille de Jacques de Recourt, baron de Licques, et d'Isabeau de Fouquesolles, en 1568. Le mariage est sans enfant. Le comté du Rœulx passe au frère cadet de Jean, Eustache.